# Rue Claude-Tillier
Rue Claude-Tillier är en gata i Quartier de Picpus i Paris tolfte arrondissement. Gatan är uppkallad efter den franske författaren Claude Tillier (1801–1844). Rue Claude-Tillier börjar vid Boulevard Diderot 79, 83 och slutar vid Rue du Faubourg-Saint-Antoine 238 bis.

## Omgivningar
- Saint-Éloi
- Chapelle de la Fondation Eugène Napoléon
- Impasse Baronnet
- Impasse Mousset
- Cour d'Alsace-Lorraine
- Square Saint-Éloi
- Square Saint-Charles
- Passage du Génie
- Cour Saint-Éloi

## Bilder
| - Gatuskylt. - Église Saint-Éloi. |

## Kommunikationer
- Tunnelbana – linjerna   – Reuilly – Diderot
- Busshållplats Reuilly – Diderot – Paris bussnät

### Webbkällor
- ”Rue Claude-Tillier”. Mairie de Paris. https://web.archive.org/web/20150910071523/http://www.v2asp.paris.fr/commun/v2asp/v2/nomenclature_voies/Voieactu/2091.nom.htm. Läst 13 december 2023.
- ”Rue Claude-Tillier (12ème arrondissement)”. Les rues de Paris. https://web.archive.org/web/20160414042936/http://www.parisrues.com/rues12/paris-12-rue-claude-tillier.html. Läst 13 december 2023.